# HD181615
HD181615 — хімічно пекулярна зоря спектрального класу B8, що має  видиму зоряну величину в смузі V приблизно  4,6.
Вона знаходиться у сузір'ї Стрільця  й розташована на відстані близько 1672,6 світлових років від Сонця.

## Фізичні характеристики
Зоря HD181615 обертається 
порівняно повільно 
навколо своєї осі. Проєкція її екваторіальної швидкості на промінь зору становить  Vsin(i)= 44км/сек.

## Пекулярний хімічний склад
Зоряна атмосфера HD181615 має підвищений вміст 
He
.